# Xancleta

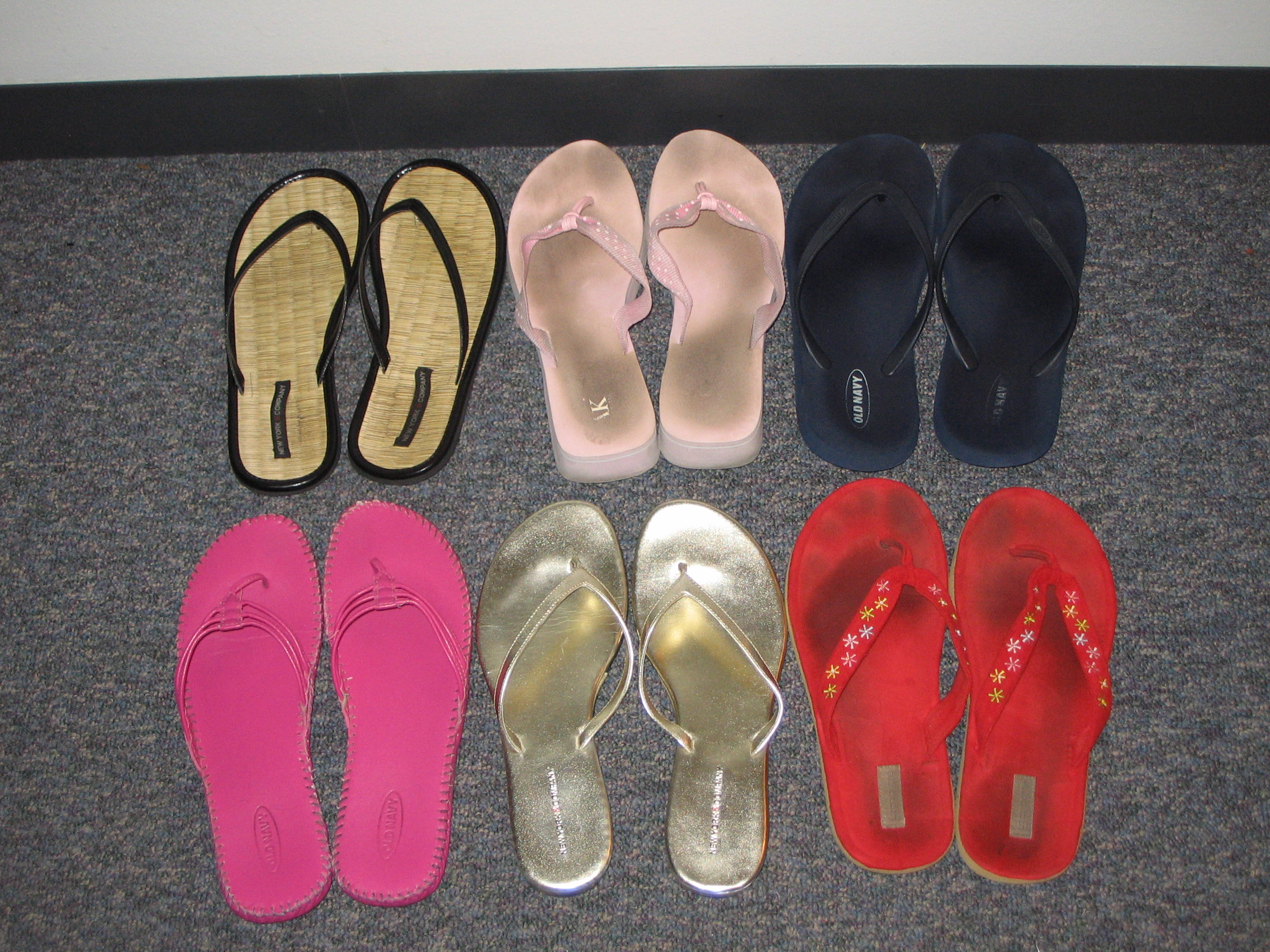
Diversos tipus de xancleta, en materials variats (plàstic, cuir)

La xancleta (castellanisme derivat de xancle) o xoc un tipus de calçat que no té taló o que es duu sempre a retaló i que consta simplement d'una sola i una tira en forma de Y, la qual separa el dit gros dels altres i serveix per a sostenir-se al peu. A diferència de la sandàlia, és oberta per la part del taló i del turmell i, a diferència de la xancla, no té empenya pròpiament dita.
De dur les sabates a retaló se'n diu portar-les a xancleta.

## Ús i moda
En l'antic Egipte s'utilitzà un tipus de calcer similar, elaborat amb tires de papir trenat. Aquest és el seu signe jeroglífic: 
| S33 |

Sembla que la xancleta prové del zōri, un calçat semblant usat tradicionalment al Japó. Als anys trenta del segle XX aquest calçat conegué imitacions al Pacífic, i, ja en la segona postguerra mundial, a Nova Zelanda, on es creà la forma actual, de plàstic, i d'on s'escampà per tot el món.
En molts països subdesenvolupats, el calçament tradicional és alguna mena de xancleta (per exemple, a la Indoxina). En d'altres, sovint es camina descalç, i la xancleta és com un graó més en la vestimenta, i el primer pas en l'adopció del calçat.
Al món desenvolupat les xancletes són un calçat estiuenc d'anar a la platja, i també per a estar per casa. D'altra banda, atesos el baix cost i la comoditat, sovint les utilitzen els indigents, reclusos, obrers, pescadors i personal de servei.
A la fi dels anys noranta del s. XX es produí l'adopció de les xancletes com a calçat de moda, especialment entre les adolescents. Actualment, i elaborades per diferents marques i amb diversos materials (de plàstic fins a cuir d'alta qualitat), són part de la vestidura usual d'adolescents i joves d'estrat social mitjà i alt, els quals n'han descabdellat l'ús en universitats, escoles, oficines i fins i tot certàmens i actes públics. Això ha suscitat un debat sobre fins a quin punt aquestes sabatilles poden ser apropiades per a la vestimenta formal o semiformal. Des del punt de vista d'alguns usuaris, reflecteixen una tendència de rebel·lia consistent a trencar esquemes o convencionalismes abans inqüestionats, a més de concordar amb certes tendències de la moda a barrejar elements dispars. D'una altra òptica, l'ús de xancletes amb roba de vestir i en ocasions formals o semiformals indica mal gust i palesa la socialització incompleta per la no-adeqüació al criteri formal.

## Qüestions de salut
Alguns podòlegs en desaconsellen l'ús, ja que pot provocar caigudes, talls a la pell, problemes circulatoris i ferides entre el primer i segon dits.

## Nota
1. ↑  «Xancleta». Gran Enciclopèdia Catalana.  Barcelona:  Grup Enciclopèdia Catalana.
2. ↑  Xancla és feminització de xancle ('sobrecalçat'), mot que, al seu torn, sembla derivar de xanca. Tornant a xancla, tradicionalment aquest mot s'emprava en exclusiva en l'expressió a xancla ('a retaló'), expressió avui sovint substituïda per a xancleta. En l'actualitat, i per influència de l'espanyol chancla, s'ha popularitzat xancla com a nom d'una sabatilla similar a la xancleta, però amb empenya en forma de tira que deixa les puntes dels dits a l'aire, en comptes de tira en Y entre els dits; allò que en francès s'anomena mule.
3. ↑  Alcover, Antoni M.; Moll, Francesc de B. «Xoc». A: Diccionari català-valencià-balear.  Palma: Moll, 1930-1962. ISBN 8427300255.
4. ↑  html[Enllaç no actiu].